# Theo Walcott
Theodore James Walcott, detto Theo (Stanmore, 16 marzo 1989), è un ex calciatore inglese, di ruolo attaccante.

## Biografia
Come suo padre, è tifoso del Liverpool. Walcott non ha mai nascosto questa sua passione, e quando il Chelsea lo prese come raccattapalle per una partita, quella contro il Liverpool, Walcott sfruttò l'occasione per incontrare i suoi idoli:
Walcott, che è stato coinvolto nei programmi di beneficenza "Build a school" e "Best Beginnings", è stato il penultimo tedoforo della fiamma olimpica per i Giochi olimpici di Pechino 2008, quando la fiaccola giunse a Londra. Anche suo cugino Jacob Walcott (1992) è un calciatore.
Il 18 agosto 2023 annuncia il ritiro dal mondo del calcio giocato.

## Caratteristiche
Esterno d'attacco dotato di una rapidità non comune, in uno studio condotto nel 2009 da Der Spiegel è risultato il terzo più veloce al mondo, con una velocità calcolata di 35,60 km/h. Gioca prevalentemente come ala ma può anche essere schierato come attaccante, esterno offensivo di centrocampo e come punta. Buon tiratore, è dotato di un gran destro e di un tiro potente, bravo tecnicamente, nel dribbling punta solitamente il diretto avversario, allungandosi la sfera e andando via in velocità. Indisciplinato tatticamente, possiede anche un rapido cambio di marcia e tra le sue qualità spicca anche la tecnica.
Walcott gioca ad alti livelli dal 2006, da quando l'allora CT della Nazionale inglese Eriksson lo convocò al Mondiale tedesco, pur non facendolo mai entrare in campo, ma a causa del fisico fragile ha sofferto di diversi infortuni che ne hanno bloccato la carriera, impedendogli di esprimersi al massimo della forma. Nel 2010 è stato inserito nella lista dei migliori calciatori nati dopo il 1989 stilata da Don Balón.

## Carriera

### Club

#### Gli inizi, Southampton
Walcott è nato a Londra, ma è cresciuto nella piccola località di Compton, vicino a Newbury, dove ha giocato per la A.F.C. Newbury e in seguito alla scuola secondaria di The Downs School. Nella sua prima e unica stagione a Newbury, Theo è riuscito a mettere a segno più di 100 reti, prima di trasferirsi al Swindon Town e poi al Southampton. La Nike è inoltre riuscita a stipulare un contratto di sponsorizzazione con il giovane calciatore, che in quel periodo aveva solamente 14 anni.
Ha disputato la stagione 2004-2005 da protagonista, aiutando la sua squadra a raggiungere la finale della FA Youth Cup contro l'Ipswich Town. Oltre a ciò è diventato il più giovane calciatore ad aver giocato nelle riserve del Southampton, all'età di 15 anni e 175 giorni, subentrando in campo in una partita contro il Watford nel settembre 2004. Ciononostante non ha avuto la possibilità di giocare in Premier League, poiché la sua squadra è stata retrocessa in Football League Championship al termine della stagione.
Prima dell'inizio della stagione 2005-2006, Walcott è stato convocato in prima squadra, solamente due settimane dopo aver lasciato la scuola. In seguito è diventato il più giovane giocatore di tutti i tempi mai schierato dalla società di Hampshire, entrando come sostituto in una partita contro il Wolverhampton Wanderers di Championship a 16 anni e 143 giorni.
Ha disputato la sua prima partita intera in trasferta contro il Leeds Utd il 18 ottobre 2005, segnando tra l'altro il suo primo gol da professionista. Ha segnato nuovamente in trasferta contro il Millwall solo 4 giorni dopo, e ancora nella sua partita di debutto in casa contro lo Stoke City. Con le sue grandi prestazioni Theo è subito salito alla ribalta, mancando di un soffio il premio di BBC Sports come "giovane personalità dell'anno" l'11 dicembre 2005.
Prima del suo approdo in prima squadra, il grande potenziale di Walcott era già stato messo in evidenza nell'annuale del 2005 di Match. Le sue performance hanno ben presto attirato l'attenzione dei media inglesi, che lo vedevano come uno dei talenti inglesi più promettenti della sua generazione. A ciò si sono aggiunte voci su un suo possibile trasferimento in Premiership, con l'interesse di club di tutto rispetto come Arsenal, Chelsea, Liverpool, Manchester United e Tottenham Hotspur. Il Southampton ha infine accettato l'offerta dei Gunners.

#### Arsenal
Dopo 4 reti nella prima parte del campionato, è stato acquistato dall'Arsenal nel gennaio 2006 per 7,5 milioni di euro, che sarebbero aumentati in base alle prestazioni del club. A quei tempi quella era una cifra da record per un minorenne. Numerose grandi squadre inglesi ed europee si erano interessate a lui. Theo ha scelto di vestire la maglia numero 32 e ha stipulato un accordo per firmare un contratto professionale il giorno del suo 17º compleanno, il 16 marzo 2006.
Dopo la sua sorprendente e controversa convocazione per i Mondiali di Germania, Walcott ha fatto il suo debutto in Premier League il 19 agosto 2006, nella prima partita della stagione 2006-2007, entrando come sostituto contro l'Aston Villa e fornendo l'assist per il gol di Gilberto Silva. Ha disputato la sua prima partita in Champions League in occasione del terzo match di qualificazione contro la Dinamo Zagabria: con questa presenza Theo è diventato il più giovane calciatore a giocare una partita in Champions League, record appartenente in precedenza da Cesc Fàbregas e battuto in futuro da Jack Wilshere. A pochi minuti dal suo ingresso in campo Walcott ha anche ricevuto il suo primo cartellino giallo con i colori dei Gunners per aver tirato il pallone molti secondi dopo il fischio di un fuorigioco. Nella partita ha anche fornito un assist per la rete di Mathieu Flamini, il secondo in due partite iniziate dalla panchina. Ha debuttato come titolare in un match casalingo contro il Watford il 14 ottobre 2006. Le sue prestazioni con l'Arsenal e con la Nazionale inglese gli hanno valso la nomina di "giovane personalità dell'anno" nel 2006, premio che aveva perso solamente 12 mesi prima. La prima marcatura del giovane calciatore con la maglia dell'Arsenal è arrivata in Coppa di Lega contro il Chelsea al Millennium Stadium di Cardiff il 25 febbraio 2007, ma la sua rete è stata oscurata dalla doppietta dell'asso ivoriano Didier Drogba, che ha aiutato i Blues a vincere la gara per 2-1. La partita è stata anche caratterizzata da tre espulsioni, in seguito ad una rissa in campo.
Durante la Champions League 2008, nei quarti di finale della sfida di ritorno contro il Liverpool, squadra di cui si è dichiarato tifoso, Walcott si è reso protagonista di una "giocata alla Maradona": è partito dalla difesa, ha evitato quattro avversari, è entrato in area e ha fornito l'assist per il tap-in vincente di Adebayor. La gara è terminata 4-2 per i Reds, il che ha significato l'eliminazione dal torneo da parte dell'Arsenal. Dopo la partenza dell'asso francese Thierry Henry, per la stagione 2008-2009 gli è stata assegnata la maglia numero 14, lasciata libera proprio dal fuoriclasse transalpino. Durante l'annata si è conquistato un posto tra i titolari, iniziando molte partite come centrocampista o ala.
Nel settembre 2008, il CT dei Gunners Arsène Wenger ha confermato l'interesse di Tottenham, Chelsea e Liverpool nei confronti di Walcott. Il 21 agosto 2010, contro il Blackpool, segna la sua prima tripletta con la maglia dei Gunners, per il momentaneo 5-0. Conclude la stagione 2010-2011 totalizzando 28 gare e segnando 9 gol. Inizia la stagione 2011-2012 con 2 gol segnati nei preliminari di UEFA Champions League contro l'Udinese Calcio facendo qualificare l'Arsenal alla massima competizione UEFA. Segna poi uno splendido gol nella vittoria per 3-5 contro il Chelsea. Il 29 dicembre 2012 mette a segno una tripletta nella gara casalinga contro il Newcastle United vinta per 7-3.
Chiude la stagione 2012-13 (statisticamente la migliore in carriera) con 14 gol in 32 presenze in Premier League.
Inizia la stagione 2013-2014 con un gol in Champions League sul campo del Marsiglia nella vittoria per 2-1. Nell'occasione esce al minuto 89' per un infortunio muscolare. Torna a giocare dopo l'infortunio il 23 novembre 2013 nella vittoria per 2-0 contro il Southampton. Il 30 novembre 2013 regala un assist a Aaron Ramsey al minuto 93' che mette fine al match nella vittoria per 3-0 sul campo del Cardiff. Il 14 dicembre 2013 nella sconfitta per 6-3 contro il Manchester City segna una doppietta e quindi i primi gol in Premier League della stagione. Il 26 dicembre segna una doppietta sul campo del West Ham nella vittoria per 3-1. Il 4 gennaio 2014, nella vittoria per 2-0 in FA Cup contro il Tottenham, si procura una rottura del legamento crociato che lo costringe ad uno stop di sei mesi.

#### Everton
Il 17 gennaio 2018 viene acquistato dall'Everton, lasciando così la squadra londinese dopo 397 presenze totali con 108 reti segnate in dodici anni di militanza. Il club di Liverpool ha versato un totale di 20 milioni di sterline. Walcott debutta con le Toffees tre giorni dopo, servendo a Baye Oumar Niasse l'assist del definitivo 1-1 contro il West Bromwich. La settimana seguente refila una doppietta ai danni del Leicester City. Termina il suo primo semestre al club collezionando 14 presenze e 3 marcature in campionato.
Inizia la stagione 2018-2019 aprendo le marcature in una gara contro il Southampton valida per la seconda giornata di campionato. Si ripete la partita successiva, nel pareggio 2-2 in casa del Bournemouth. Durante la stagione Walcott offre prestazioni convincenti, terminandola saltando solamente una gara in campionato e mettendo a segno 5 reti. Complessivamente, in due stagioni e mezza al club ha collezionato 85 presenze e 11 marcature.

#### Ritorno al Southampton e ritiro
Il 5 ottobre 2020, dopo 14 anni, torna in prestito al Southampton. Il 17 ottobre seguente torna a vestire la maglia dei Saints, in occasione di un pareggio contro il Chelsea dove Walcott serve a Jannik Vestergaard l'assist del definitivo 3-3. Il 23 novembre segna il suo primo gol dopo il ritorno a Southampton, nel pareggio esterno contro il Wolverhampton. Si ripete il 16 dicembre, aprendo le marcature di un match contro l'Arsenal, sua ex squadra. Termina l'annata con 23 presenze e 3 reti.
il 18 maggio 2021 viene riscattato dal club biancorosso, firmando un biennale con i Saints. Inizia la stagione 2021-2022 esordendo in campionato contro l'Everton. Tuttavia, il giocatore si ritrova a vivere una stagione martoriata dagli infortuni, terminata con sole 12 presenze all'attivo.
Al termine della stagione 2022-2023, che vede la retrocessione della squadra in Championship, Walcott non rinnova il proprio contratto con il Southampton, rimanendo così svincolato. Il 18 agosto 2023, all'età di 34 anni, l'attaccante annuncia il suo ritiro dal calcio giocato.

### Nazionale
Walcott è il più giovane esordiente nella storia della nazionale inglese, con cui ha debuttato il 30 maggio 2006, a 17 anni e 75 giorni in una partita contro l'Ungheria.
Convocato per i Mondiali 2006, era il più giovane giocatore ad essere stato convocato per quella manifestazione, nella quale tuttavia non è mai sceso in campo. Il 10 settembre 2008 si sblocca in Nazionale, con una tripletta alla Croazia. Agli Europei 2012 è autore di una rete alla Svezia.
In tutto, l'attaccante ha collezionato 47 presenze e otto reti con la nazionale dei Tre Leoni.

## Statistiche

### Presenze e reti nei club
| Stagione           | Squadra            | Campionato         | Campionato | Campionato | Coppe nazionali | Coppe nazionali | Coppe nazionali | Coppe continentali | Coppe continentali | Coppe continentali | Altre coppe | Altre coppe | Altre coppe | Totale | Totale |
| Stagione           | Squadra            | Comp               | Pres       | Reti       | Comp            | Pres            | Reti            | Comp               | Pres               | Reti               | Comp        | Pres        | Reti        | Pres   | Reti   |
| ------------------ | ------------------ | ------------------ | ---------- | ---------- | --------------- | --------------- | --------------- | ------------------ | ------------------ | ------------------ | ----------- | ----------- | ----------- | ------ | ------ |
| 2005-gen. 2006     | Southampton        | FLC                | 21         | 4          | FACup+CdL       | 1+1             | 1+0             | -                  | -                  | -                  | -           | -           | -           | 23     | 5      |
| gen.-giu. 2006     | Arsenal            | PL                 | 0          | 0          | FACup+CdL       | 0+0             | 0+0             | UCL                | 0                  | 0                  | -           | -           | -           | 0      | 0      |
| 2006-2007          | Arsenal            | PL                 | 16         | 0          | FACup+CdL       | 4+6             | 0+1             | UCL                | 6                  | 0                  | -           | -           | -           | 32     | 1      |
| 2007-2008          | Arsenal            | PL                 | 25         | 4          | FACup+CdL       | 1+4             | 0+1             | UCL                | 9                  | 2                  | -           | -           | -           | 39     | 7      |
| 2008-2009          | Arsenal            | PL                 | 22         | 2          | FACup+CdL       | 3+0             | 1+0             | UCL                | 10                 | 3                  | -           | -           | -           | 35     | 6      |
| 2009-2010          | Arsenal            | PL                 | 23         | 3          | FACup+CdL       | 1+0             | 0+0             | UCL                | 6                  | 1                  | -           | -           | -           | 30     | 4      |
| 2010-2011          | Arsenal            | PL                 | 28         | 9          | FACup+CdL       | 1+4             | 0+2             | UCL                | 5                  | 2                  | -           | -           | -           | 38     | 13     |
| 2011-2012          | Arsenal            | PL                 | 35         | 8          | FACup+CdL       | 3+0             | 1+0             | UCL                | 8                  | 2                  | -           | -           | -           | 46     | 11     |
| 2012-2013          | Arsenal            | PL                 | 32         | 14         | FACup+CdL       | 4+2             | 1+5             | UCL                | 5                  | 1                  | -           | -           | -           | 43     | 21     |
| 2013-2014          | Arsenal            | PL                 | 13         | 5          | FACup+CdL       | 1+0             | 0+0             | UCL                | 4                  | 1                  | -           | -           | -           | 18     | 6      |
| 2014-2015          | Arsenal            | PL                 | 14         | 5          | FACup+CdL       | 5+0             | 2+0             | UCL                | 2                  | 0                  | CS          | 0           | 0           | 21     | 7      |
| 2015-2016          | Arsenal            | PL                 | 28         | 5          | FACup+CdL       | 5+2             | 2+0             | UCL                | 6                  | 2                  | CS          | 1           | 0           | 42     | 9      |
| 2016-2017          | Arsenal            | PL                 | 28         | 10         | FACup+CdL       | 3+0             | 5+0             | UCL                | 6                  | 4                  |             | -           | -           | 37     | 19     |
| 2017-gen. 2018     | Arsenal            | PL                 | 6          | 0          | FACup+CdL       | 1+3             | 0+1             | UEL                | 5                  | 3                  | CS          | 1           | 0           | 16     | 4      |
| Totale Arsenal     | Totale Arsenal     | Totale Arsenal     | 270        | 65         |                 | 53              | 22              |                    | 72                 | 21                 |             | 2           | 0           | 397    | 108    |
| gen.-giu. 2018     | Everton            | PL                 | 14         | 3          | FACup+CdL       | 0+0             | 0+0             | UEL                | 0                  | 0                  | -           | -           | -           | 14     | 3      |
| 2018-2019          | Everton            | PL                 | 37         | 5          | FACup+CdL       | 1+2             | 0+1             | -                  | -                  | -                  | -           | -           | -           | 40     | 6      |
| 2019-2020          | Everton            | PL                 | 25         | 2          | FACup+CdL       | 1+3             | 0+0             | -                  | -                  | -                  | -           | -           | -           | 29     | 2      |
| ago.-ott. 2020     | Everton            | PL                 | 1          | 0          | FACup+CdL       | 0+1             | 0+0             | -                  | -                  | -                  | -           | -           | -           | 2      | 0      |
| Totale Everton     | Totale Everton     | Totale Everton     | 77         | 10         |                 | 8               | 1               |                    | -                  | -                  |             | -           | -           | 85     | 11     |
| ott. 2020-2021     | Southampton        | PL                 | 21         | 3          | FACup+CdL       | 2+0             | 0+0             | -                  | -                  | -                  | -           | -           | -           | 23     | 3      |
| 2021-2022          | Southampton        | PL                 | 9          | 0          | FACup+CdL       | 1+2             | 0+0             | -                  | -                  | -                  | -           | -           | -           | 12     | 0      |
| 2022-2023          | Southampton        | PL                 | 20         | 2          | FACup+CdL       | 2+2             | 0+0             | -                  | -                  | -                  | -           | -           | -           | 24     | 2      |
| Totale Southampton | Totale Southampton | Totale Southampton | 71         | 9          |                 | 11              | 1               |                    | -                  | -                  |             | -           | -           | 82     | 10     |
| Totale carriera    | Totale carriera    | Totale carriera    | 418        | 84         |                 | 72              | 24              |                    | 72                 | 21                 |             | 2           | 0           | 564    | 129    |

### Presenze e reti in nazionale
| Cronologia completa delle presenze e delle reti in nazionale ― Inghilterra | Cronologia completa delle presenze e delle reti in nazionale ― Inghilterra | Cronologia completa delle presenze e delle reti in nazionale ― Inghilterra | Cronologia completa delle presenze e delle reti in nazionale ― Inghilterra | Cronologia completa delle presenze e delle reti in nazionale ― Inghilterra | Cronologia completa delle presenze e delle reti in nazionale ― Inghilterra | Cronologia completa delle presenze e delle reti in nazionale ― Inghilterra | Cronologia completa delle presenze e delle reti in nazionale ― Inghilterra |
| Data                                                                       | Città                                                                      | In casa                                                                    | Risultato                                                                  | Ospiti                                                                     | Competizione                                                               | Reti                                                                       | Note                                                                       |
| -------------------------------------------------------------------------- | -------------------------------------------------------------------------- | -------------------------------------------------------------------------- | -------------------------------------------------------------------------- | -------------------------------------------------------------------------- | -------------------------------------------------------------------------- | -------------------------------------------------------------------------- | -------------------------------------------------------------------------- |
| 30-5-2006                                                                  | Manchester                                                                 | Inghilterra                                                                | 3 – 1                                                                      | Ungheria                                                                   | Amichevole                                                                 | -                                                                          | 65’                                                                        |
| 1-6-2008                                                                   | Port of Spain                                                              | Trinidad e Tobago                                                          | 0 – 3                                                                      | Inghilterra                                                                | Amichevole                                                                 | -                                                                          | 69’                                                                        |
| 6-9-2008                                                                   | Barcellona                                                                 | Andorra                                                                    | 0 – 2                                                                      | Inghilterra                                                                | Qual. Mondiali 2010                                                        | -                                                                          |                                                                            |
| 10-09-2008                                                                 | Zagabria                                                                   | Croazia                                                                    | 1 – 4                                                                      | Inghilterra                                                                | Qual. Mondiali 2010                                                        | 3                                                                          | 85’                                                                        |
| 11-10-2008                                                                 | Londra                                                                     | Inghilterra                                                                | 5 – 1                                                                      | Kazakistan                                                                 | Qual. Mondiali 2010                                                        | -                                                                          | 79’                                                                        |
| 15-10-2008                                                                 | Minsk                                                                      | Bielorussia                                                                | 1 – 3                                                                      | Inghilterra                                                                | Qual. Mondiali 2010                                                        | -                                                                          | 68’                                                                        |
| 6-6-2009                                                                   | Almaty                                                                     | Kazakistan                                                                 | 0 – 4                                                                      | Inghilterra                                                                | Qual. Mondiali 2010                                                        | -                                                                          | 46’                                                                        |
| 10-6-2009                                                                  | Londra                                                                     | Inghilterra                                                                | 6 – 0                                                                      | Andorra                                                                    | Qual. Mondiali 2010                                                        | -                                                                          |                                                                            |
| 3-3-2010                                                                   | Londra                                                                     | Inghilterra                                                                | 3 – 1                                                                      | Egitto                                                                     | Amichevole                                                                 | -                                                                          | 57’                                                                        |
| 24-5-2010                                                                  | Londra                                                                     | Inghilterra                                                                | 3 – 1                                                                      | Messico                                                                    | Amichevole                                                                 | -                                                                          | 76’                                                                        |
| 30-5-2010                                                                  | Graz                                                                       | Giappone                                                                   | 1 – 2                                                                      | Inghilterra                                                                | Amichevole                                                                 | -                                                                          | 46’                                                                        |
| 11-8-2010                                                                  | Londra                                                                     | Inghilterra                                                                | 2 – 1                                                                      | Ungheria                                                                   | Amichevole                                                                 | -                                                                          | 46’                                                                        |
| 3-9-2010                                                                   | Londra                                                                     | Inghilterra                                                                | 4 – 0                                                                      | Bulgaria                                                                   | Qual. Euro 2012                                                            | -                                                                          | 74’                                                                        |
| 7-9-2010                                                                   | Basilea                                                                    | Svizzera                                                                   | 1 – 3                                                                      | Inghilterra                                                                | Qual. Euro 2012                                                            | -                                                                          | 13’                                                                        |
| 17-11-2010                                                                 | Londra                                                                     | Inghilterra                                                                | 1 – 2                                                                      | Francia                                                                    | Amichevole                                                                 | -                                                                          | 46’                                                                        |
| 9-2-2011                                                                   | Copenaghen                                                                 | Danimarca                                                                  | 1 – 2                                                                      | Inghilterra                                                                | Amichevole                                                                 | -                                                                          | 68’                                                                        |
| 4-6-2011                                                                   | Londra                                                                     | Inghilterra                                                                | 2 – 2                                                                      | Svizzera                                                                   | Qual. Euro 2012                                                            | -                                                                          | 78’                                                                        |
| 2-9-2011                                                                   | Sofia                                                                      | Bulgaria                                                                   | 0 – 3                                                                      | Inghilterra                                                                | Qual. Euro 2012                                                            | -                                                                          | 83’                                                                        |
| 7-10-2011                                                                  | Podgorica                                                                  | Montenegro                                                                 | 2 – 2                                                                      | Inghilterra                                                                | Qual. Euro 2012                                                            | -                                                                          | 76’                                                                        |
| 12-11-2011                                                                 | Londra                                                                     | Inghilterra                                                                | 1 – 0                                                                      | Spagna                                                                     | Amichevole                                                                 | -                                                                          | 46’                                                                        |
| 15-11-2011                                                                 | Londra                                                                     | Inghilterra                                                                | 1 – 0                                                                      | Svezia                                                                     | Amichevole                                                                 | -                                                                          | 58’                                                                        |
| 29-2-2012                                                                  | Londra                                                                     | Inghilterra                                                                | 2 – 3                                                                      | Paesi Bassi                                                                | Amichevole                                                                 | -                                                                          | 88’                                                                        |
| 26-5-2012                                                                  | Oslo                                                                       | Norvegia                                                                   | 0 – 1                                                                      | Inghilterra                                                                | Amichevole                                                                 | -                                                                          | 55’                                                                        |
| 2-6-2012                                                                   | Londra                                                                     | Inghilterra                                                                | 1 – 0                                                                      | Belgio                                                                     | Amichevole                                                                 | -                                                                          | 66’                                                                        |
| 11-6-2012                                                                  | Donec'k                                                                    | Francia                                                                    | 1 – 1                                                                      | Inghilterra                                                                | Euro 2012 - 1º turno                                                       | -                                                                          | 90+1’                                                                      |
| 15-6-2012                                                                  | Kiev                                                                       | Svezia                                                                     | 2 – 3                                                                      | Inghilterra                                                                | Euro 2012 - 1º turno                                                       | 1                                                                          | 61’                                                                        |
| 19-6-2012                                                                  | Donec'k                                                                    | Inghilterra                                                                | 1 – 0                                                                      | Ucraina                                                                    | Euro 2012 - 1º turno                                                       | -                                                                          | 69’                                                                        |
| 24-6-2012                                                                  | Kiev                                                                       | Inghilterra                                                                | 0 – 0 dts (2 – 4 dtr)                                                      | Italia                                                                     | Euro 2012 - Quarti di finale                                               | -                                                                          | 61’                                                                        |
| 7-9-2012                                                                   | Chișinău                                                                   | Moldavia                                                                   | 0 – 5                                                                      | Inghilterra                                                                | Qual. Mondiali 2014                                                        | -                                                                          | 58’                                                                        |
| 12-10-2012                                                                 | Londra                                                                     | Inghilterra                                                                | 5 – 0                                                                      | San Marino                                                                 | Qual. Mondiali 2014                                                        | -                                                                          | 10’                                                                        |
| 6-2-2013                                                                   | Londra                                                                     | Inghilterra                                                                | 2 – 1                                                                      | Brasile                                                                    | Amichevole                                                                 | -                                                                          | 75’                                                                        |
| 29-5-2013                                                                  | Londra                                                                     | Inghilterra                                                                | 1 – 1                                                                      | Irlanda                                                                    | Amichevole                                                                 | -                                                                          |                                                                            |
| 2-6-2013                                                                   | Rio de Janeiro                                                             | Brasile                                                                    | 2 – 2                                                                      | Inghilterra                                                                | Amichevole                                                                 | -                                                                          | 84’                                                                        |
| 14-8-2013                                                                  | Londra                                                                     | Inghilterra                                                                | 3 – 2                                                                      | Scozia                                                                     | Amichevole                                                                 | 1                                                                          | 58’ 75’                                                                    |
| 6-9-2013                                                                   | Londra                                                                     | Inghilterra                                                                | 4 – 0                                                                      | Moldavia                                                                   | Qual. Mondiali 2014                                                        | -                                                                          |                                                                            |
| 10-9-2013                                                                  | Kiev                                                                       | Ucraina                                                                    | 0 – 0                                                                      | Inghilterra                                                                | Qual. Mondiali 2014                                                        | -                                                                          | 87’                                                                        |
| 27-3-2015                                                                  | Londra                                                                     | Inghilterra                                                                | 4 – 0                                                                      | Lituania                                                                   | Qual. Euro 2016                                                            | -                                                                          | 77’                                                                        |
| 31-3-2015                                                                  | Torino                                                                     | Italia                                                                     | 1 – 1                                                                      | Inghilterra                                                                | Amichevole                                                                 | -                                                                          | 55’                                                                        |
| 7-6-2015                                                                   | Dublino                                                                    | Irlanda                                                                    | 0 – 0                                                                      | Inghilterra                                                                | Amichevole                                                                 | -                                                                          | 82’                                                                        |
| 14-6-2015                                                                  | Lubiana                                                                    | Slovenia                                                                   | 2 – 3                                                                      | Inghilterra                                                                | Qual. Euro 2016                                                            | -                                                                          | 74’                                                                        |
| 5-9-2015                                                                   | Serravalle                                                                 | San Marino                                                                 | 0 – 6                                                                      | Inghilterra                                                                | Qual. Euro 2016                                                            | 2                                                                          | 67’                                                                        |
| 9-10-2015                                                                  | Londra                                                                     | Inghilterra                                                                | 2 – 0                                                                      | Estonia                                                                    | Qual. Euro 2016                                                            | 1                                                                          | 82’                                                                        |
| 29-3-2016                                                                  | Londra                                                                     | Inghilterra                                                                | 1 – 2                                                                      | Paesi Bassi                                                                | Amichevole                                                                 | -                                                                          | 58’                                                                        |
| 4-9-2016                                                                   | Trnava                                                                     | Slovacchia                                                                 | 0 – 1                                                                      | Inghilterra                                                                | Qual. Mondiali 2018                                                        | -                                                                          | 71’                                                                        |
| 8-10-2016                                                                  | Londra                                                                     | Inghilterra                                                                | 2 – 0                                                                      | Malta                                                                      | Qual. Mondiali 2018                                                        | -                                                                          | 68’                                                                        |
| 11-10-2016                                                                 | Lubiana                                                                    | Slovenia                                                                   | 0 – 0                                                                      | Inghilterra                                                                | Qual. Mondiali 2018                                                        | -                                                                          | 62’                                                                        |
| 15-11-2016                                                                 | Londra                                                                     | Inghilterra                                                                | 2 – 2                                                                      | Spagna                                                                     | Amichevole                                                                 | -                                                                          | 27’ 31’                                                                    |
| Totale                                                                     |                                                                            | Presenze                                                                   | 47                                                                         |                                                                            | Reti                                                                       | 8                                                                          |                                                                            |

## Palmarès

### Club
- Coppa d'Inghilterra: 3

Arsenal: 2013-2014, 2014-2015, 2016-2017
- Community Shield: 3

Arsenal: 2014, 2015, 2017

### Individuale
- Capocannoniere della Football League Cup: 1

2012-2013 (5 reti)